# Status Quo
Ne doit pas être confondu avec Statu quo.
Pour les articles homonymes, voir Status quo.
Status Quo est un groupe britannique de hard rock, originaire de Londres, en Angleterre. Le groupe s'appelait à l'origine The Spectres, formé par les lycéens Francis Rossi et Alan Lancaster en 1962. Après un certain nombre de changements de nom, le groupe est devenu The Status Quo à la fin de l'année 1967, avant d'adopter définitivement le nom de Status Quo en 1969.
Ils ont enregistré plus de 60 tubes classés dans les charts au Royaume-Uni, plus que tout autre groupe de rock. Vingt-deux d'entre eux ont atteint le Top Ten au Royaume-Uni.

## Historique

### Débuts (1962–1968)
Le groupe est formé en 1962 dans la banlieue sud de Londres par deux lycéens, Francis Rossi et Alan Lancaster. John Coghlan les rejoint rapidement à la batterie et Jess Jaworski aux claviers. Le premier nom donné à la formation est The Palladins vite remplacé par The Spectres. En 1966, ils publient le single Hurdy Gurdy Man, dans un style assez psychédélique typique de cette époque. Après avoir fait la première partie des Hollies au Orpington Civic Hall, en janvier 1965, les jeunes Londoniens décrochent un contrat d'été de quatre mois au camp de vacances le Butlin's. Ils décident alors de devenir professionnels provoquant ainsi le départ de Jess Jaworski remplacé par Roy Lynes. Là, ils font la connaissance du guitariste Richard Parfitt, lequel rejoindra le groupe deux ans plus tard.
En 1966, après avoir signé son premier contrat discographique avec le label Pye Records et le producteur John Schroeder, la formation décroche son premier tube avec le single psychédélique Pictures of Matchstick Men (no 7 au Royaume-Uni), bientôt suivi du single Ice in the Sun (no 8 au Royaume-Uni). Ce sont les deux seuls singles qui rencontreront un certain succès outre-atlantique (no 12 pour Pictures of Matchstick Men, et 70 pour Ice in the Sun)[réf. nécessaire].

### Années psychédéliques et Piledriver (1969–1972)
L'année 1969 est une année catastrophique pour le groupe qui n'obtient qu'un seul tube mineur avec Are You Growing Tired of My Love (no 46 en mai). Abandonné par sa maison de disques, Status Quo décide de changer de style[réf. nécessaire].
En 1970, Status Quo produit un boogie rock bien plus énergique. Peu enclin à ce genre de musique, Roy Lynes abandonne la formation en septembre 1970. Les albums Ma Kelly's Greasy Spoon et Dog of Two Head, sortis respectivement en août 1970 et novembre 1971, témoignent de cette transition. Même si le succès discographique reste mitigé, le groupe acquiert, par ses incessantes tournées, une certaine réputation en Grande-Bretagne. Mais, c'est surtout en 1972 que naît le Quo (comme l'appelleront dorénavant les fans). Les festivals de Lincoln et surtout Reading (au mois d'août) confirment la tendance. La formation y fait un véritable triomphe. Aussitôt, un nouveau contrat discographique avec le label Vertigo est signé[réf. nécessaire].
La première production issue de cette union est le single Paper Plane (no 8 au Royaume-Uni) qui sert de locomotive à l'album Piledriver qui sort le 15 décembre 1972. Les critiques jugent cet album comme le premier « vrai Status Quo », et il est considéré par beaucoup d'entre eux comme le meilleur album du groupe. L'album restera dans les charts anglais jusqu'en novembre 1973. L'agenda du groupe est dorénavant plein. La formation tourne partout dans le monde et donne son premier concert français le 28 octobre 1973 à l'Olympia de Paris[réf. nécessaire].

### HelloetRockin' All Over the World(1973–1981)

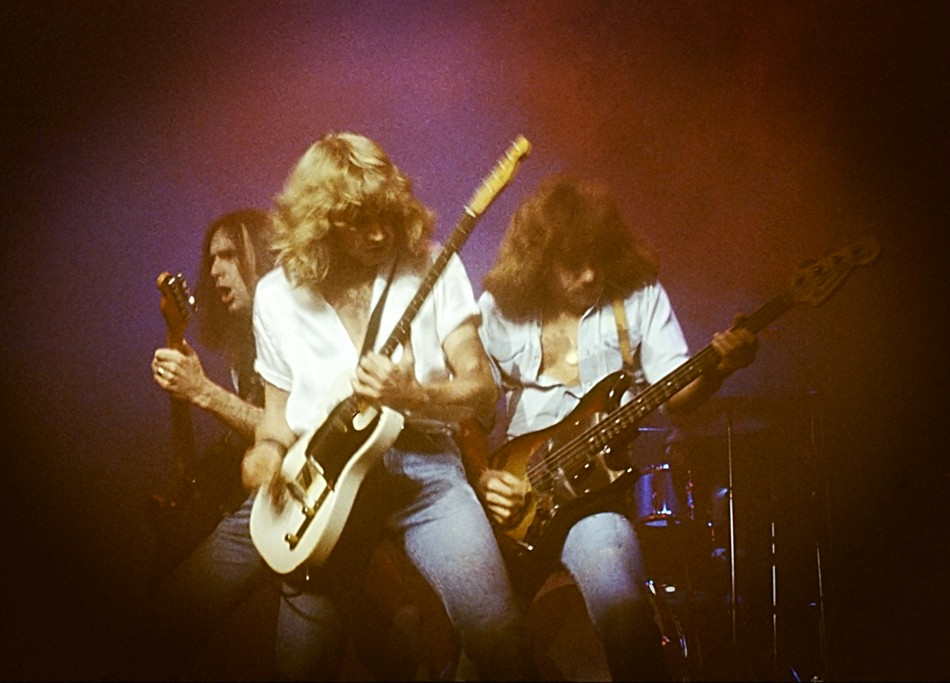
Le groupe pendant la tournée à Londres, en 1978.

L'album Hello! sort le 28 septembre 1973, précédé de peu par le single Caroline contenu dans l'album. L'album est immédiatement no 1 au Royaume-Uni et connaît un grand succès en France. Il devient rapidement l'un des albums de référence du groupe dont la plupart des titres sont des morceaux d'anthologie. Quo sort l'année suivante. En janvier 1975, Down Down sera leur seul no 1 outre-Manche. On the Level (1975), Blue for You (1976) et 1+9+8+2 (1982) seront classés no 1 au classement des meilleures ventes d'albums au Royaume-Uni. Le groupe, alors composé de Francis Rossi (guitare - chant), Rick Parfitt (guitare rythmique - chant), Alan Lancaster (basse - chant) et John Coghlan (batterie), tourne sans cesse aux quatre coins de l'Europe devant une audience de plus en plus importante. Malgré six tournées effectuées, de 1973 à 1976, le groupe reste complètement ignoré aux États-Unis[réf. nécessaire].
Status Quo effectue son second passage à l'Olympia en janvier 1975 dans le cadre des Musicoramas du samedi après-midi, en fin de la première tournée organisée par Christian Brunet en association avec Ludo Debruyns. Puis au palais des Sports de Paris le 2 juin 1975 avec plus de 6 000 personnes. En octobre 1976, le groupe enregistre à L'Apollo de Glasgow son album live intitulé simplement Live!. Il devient disque d'or dans dix pays dont la France et l'Allemagne (plus de 500 000 exemplaires écoulés)[réf. nécessaire].
À partir de 1977, soucieux de séduire le marché américain, le groupe londonien s'octroie les services d'un producteur, Pip Williams. La reprise de John Fogerty, Rockin' All Over the World se vend à plus de 700 000 exemplaires en Grande-Bretagne alors que l'album du même nom est, à nouveau, disque d'or un peu partout en Europe. En juillet et août 1978, Status Quo donne vingt et une représentations en Australie devant plus de 90 000 personnes. L'année suivante, l'album Whatever You Want est à nouveau un solide succès (no 4 en Angleterre), il contient le titre éponyme Whatever You Want qui, no 3 en Angleterre, connait un succès planétaire. Cependant, l'entente au sein du groupe se dégrade, drogue et alcool aidant[réf. nécessaire].
L'année 1980 est marquée par l'absence de concerts. Le groupe a décidé de ne pas tourner pour plusieurs raisons, mais surtout parce que Rick Parfitt vit un véritable drame familial avec la perte de sa fille Heïdi, qui meurt noyée dans sa piscine privée au mois d'août. À la fin de l'année, le single What You're Proposing cartonne partout en Europe (no 2 en Angleterre avec 700 000 copies vendues). L'album Just Supposin est un bon succès, suivi six mois plus tard par la sortie de l'album Never Too Late au mois de mars 1981.

### In The Army Now(1981–1989)
Les tensions s'accentuent au sein de la formation. Au mois de novembre 1981, alors que le groupe est présent en Suisse pour y enregistrer l'album du 20e anniversaire, John Coghlan craque et quitte le studio en colère. C'est Pete Kircher qui le remplace au pied levé. Andy Bown, qui joue du clavier sur scène avec le groupe depuis 1976, est déclaré membre officiel. L'album 1+9+8+2 est premier des charts anglais. L'enregistrement de l'album Back to Back, en 1983, est pénible pour tout le monde et le titre Marguerita Time provoque le plus violent désaccord entre Rossi et Lancaster, ce dernier allant jusqu'à refuser de participer à la promotion de ce titre.
L'année suivante, Status Quo annonce la tournée End of the Road qui doit être la dernière, les membres étant arrivés à un point de non-retour. Le dernier concert de cette tournée a lieu au célèbre Milton Keynes devant 48 000 personnes. En 1985, le groupe donne trois concerts dans trois pays différents (Danemark, Angleterre et Suisse) en moins de 24 heures. Sur l'insistance de Bob Geldof, son instigateur, Status Quo accepte de faire l'ouverture du Live Aid avec Rockin' All Over the World. C'est la dernière apparition scénique de Lancaster si l'on excepte le concert du 26 mars 2014 au palais des sports de Paris, l'unique en formation originale (Rossi, Parfitt, Coghlan, Lancaster). L'année suivante, il quitte le groupe non sans avoir préalablement attaqué Francis Rossi et Rick Parfitt en justice pour utilisation frauduleuse du nom. Il perdra et partira définitivement en Australie où il jouera avec The Party Boys, puis The Lancaster Bombers. Il sera remplacé par John « Rhino » Edwards alors que Jeff Rich prendra la place derrière la batterie[réf. nécessaire].
Une reprise des frères Bolland, In the Army Now, est en 1986 et 1987 classée première dans la plupart des pays européens (750 000 exemplaires vendus en France). C'est d'ailleurs le seul titre du groupe qui passe encore régulièrement sur les radios françaises, y compris sur RTL2, avec Whatever You Want (1979). En 1988, le single Burning Bridges est no 5 en Angleterre alors que le groupe donne quatorze concerts à Moscou devant près de 300 000 personnes. Malgré un succès scénique jamais démenti, force est de constater que le boogie endiablé qui avait popularisé Quo au début des années 1970 est maintenant bien loin, la bande à Rossi plongeant dans une variété bien pâle comme en témoigne l'album Perfect Remedy produit en 1989[réf. nécessaire].

### Rock 'Til You Dropet tournées (1991–2010)

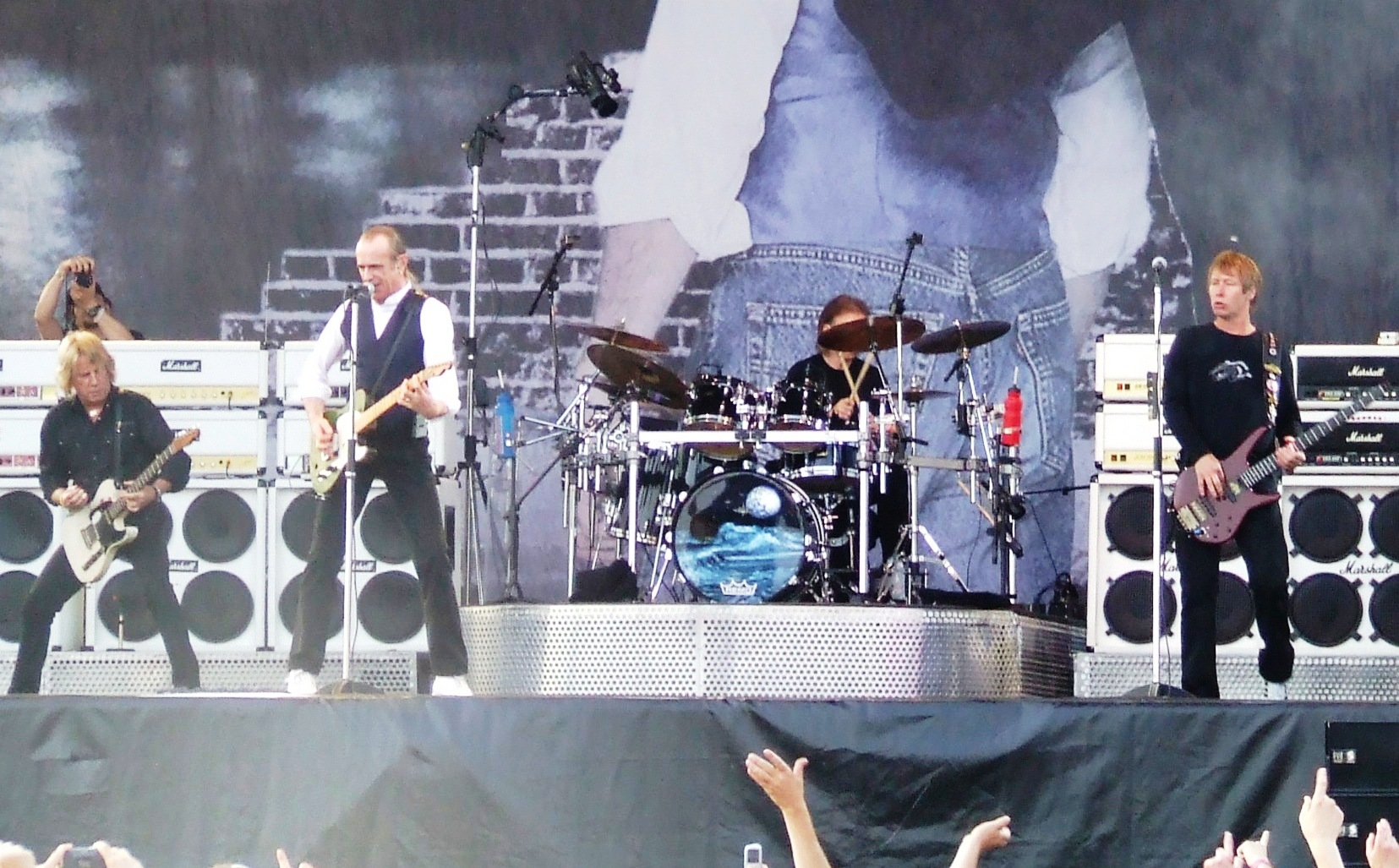
Le groupe à l'Arrow Rock Festival en 2006.

Au début de l'année 1991, la compilation Rocking All Over the Years atteint le chiffre d'un million d´unités vendues. Le 21 septembre 1991, Status Quo effectue son Rock 'til You Drop Tour. Le groupe donne quatre concerts majeurs en moins de douze heures dans quatre endroits différents qui sont l’International Center de Sheffield, le SE&CC de Glasgow, le N.E.C de Birmingham et enfin l’Arena de Wembley. À l’issue du dernier concert, Norris McWhirter, président du Guinness Book of Records monte sur la scène pour officialiser l'entrée du groupe dans son livre. Peu de temps après, l'album Rock 'til You Drop se classe à la 10e place des charts britanniques[réf. nécessaire].
Les années 1990 sont invariablement placées sous le signe de tournées et de participations à des festivals d'été. En 1995, pour fêter les 30 ans de la rencontre entre Rossi et Parfitt, est édité Don't Stop, un album de reprises. Il se vend à 300 000 exemplaires en Grande-Bretagne et est certifié disque de platine. L'année suivante, Rick Parfitt doit subir un quadruple pontage coronarien. Deux ans plus tard, l'album Under the Influence se veut plus boogie première heure, tendance confirmée par l'album Heavy Traffic produit en 2002. Entre-temps, en 2000, Jeff Rich quitte la formation qui recrute Matthew Letley[réf. nécessaire].
Deux autres albums à tendance plus pop, The Party Ain't Over Yet et In Search of Fourth Chord voient encore le jour avant que le groupe ne donne deux tournées françaises en octobre 2007 et novembre 2008. Auparavant, le 22 octobre 2006, le groupe s'est produit à l'Olympia de Paris pour un concert mémorable. En septembre 2008, ils sortent une reprise de Whatever You Want en version jumpstyle avec le groupe allemand Scooter. Le titre se nomme Jump that Rock et ils apparaissent également dans le clip vidéo.
En 2009, la mélodie du tube In the Army Now est adaptée par les Enfoirés, sous le titre Ici les Enfoirés, avec des paroles en français sans rapport avec celles de la version originale, au bénéfice de l'association Les Restos du Cœur. La même année, le groupe revient au Festival de Montreux.

### Hello Quo(2011–2013)
Leur 29e album studio, Quid Pro Quo, sort le 30 mai 2011. Du 15 au 17 juillet 2011, Status Quo est en concert à Morzine, lors de l'exposition des Harley Davidson, Morzine Harley Days[réf. nécessaire].
Au début de 2012, après 30 ans de séparation émaillés de procès et disputes, le groupe se retrouve enfin dans sa formation originelle avec le retour d'Alan Lancaster et John Coghlan pour le tournage d'un documentaire intitulé Hello Quo, paru à l'automne 2012. Une série de concerts avec ce line-up a lieu en mars 2013 en Grande-Bretagne. À la fin 2012, Matt Letley, batteur depuis 2000 annonce qu'il quitte le groupe à l'issue du concert Quofestive du 21 décembre 2012 à l'O2 Arena de Londres. Il est remplacé depuis le 25 mai 2013 par Leon Cave. Le groupe sort un nouvel album en 2013, Bula Quo (servant de bande originale d'un film du même nom tourné aux îles Fidji)[réf. nécessaire].

### Aquosticet mort de Parfitt (depuis 2014)

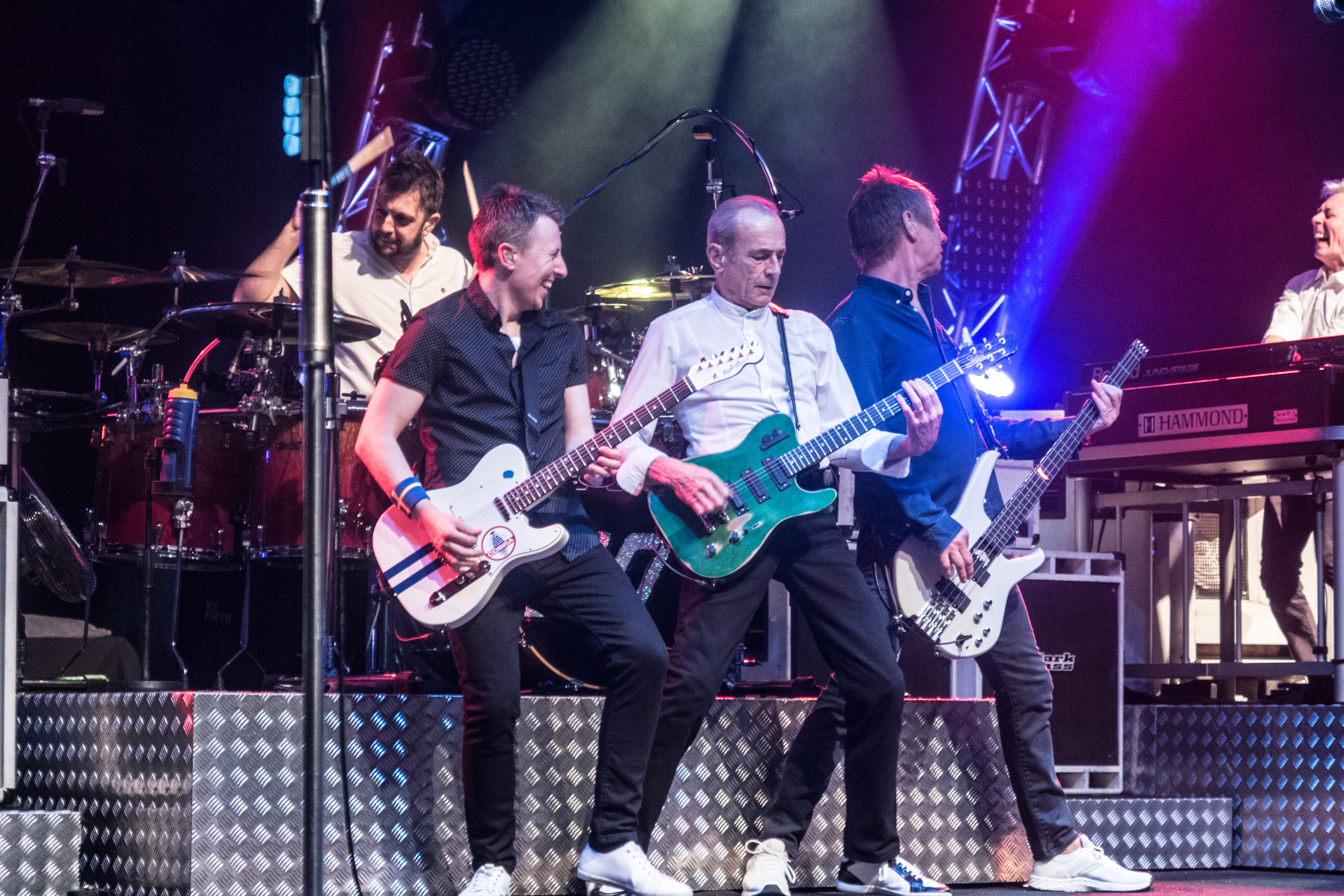
Status Quo à la Partille Arena, en Suède, le 22 avril 2017.

En août 2014, l'état de santé de Rick Parfitt oblige le groupe à annuler une partie de sa tournée européenne. Rick est rapatrié en Angleterre et hospitalisé pour une opération cardiaque, et la pose d'un stent sur un cœur déjà opéré en 1997 d'un quadruple pontage. Quelques jours plus tard, il retournera sur scène, en pleine forme,,.
Le 17 octobre 2014, sortie du nouvel album Aquostic, album reprenant les plus grands hits du groupe en version acoustique. Quelques jours plus tard, un concert exceptionnel en acoustique est donné à Londres, au Roundhouse. Ce concert est retransmis en direct sur BBC Radio 2,. À la suite d'une nouvelle et grave attaque cardiaque lors d'un concert en Turquie le 15 juin 2016, les médecins ordonnent à Rick Parfitt l'arrêt, au moins jusqu'à fin 2016, de sa participation aux concerts de Status Quo. La tournée 2016 The Last Night of the Electrics sera la dernière du groupe. À l'avenir, des concerts acoustique sont envisagés.
Le 28 octobre 2016, Rick Parfitt est remplacé à la guitare par l'irlandais Richie Malone. Rick Parfitt meurt le 24 décembre 2016 dans un hôpital de Marbella, dans le sud de l'Espagne, à la suite d'une complication liée à une blessure à l'épaule.
Continuant les concerts et les apparitions en festival, le groupe sort l'album live The Last Night Of The Electrics en 2017 avec Richie Malone à la guitare rythmique, premier album du groupe sans Rick Parfitt à la guitare, celui-ci ayant officié sur tous les enregistrements depuis 1965. La même année sort d'ailleurs son unique projet solo, après une tentative avortée dans les années 1980, à titre posthume. Intitulé Over and Out, on y retrouve en tant qu'invités Brian May, Alan Lancaster ou encore John Edwards.
Le 17 juin 2019, via son compte Twitter, le groupe a annoncé la sortie de leur 33e album studio, Backbone, le 6 septembre 2019. Le 8 juillet, Ken Bruce de la station BBC Radio 2, diffuse en exclusivité mondiale un premier titre, Liberty Lane, puis le groupe dévoile son premier single, Backbone, le 12 juillet. L'album atteint la 6e position dans les charts.

## Membres

### Membres actuels
- Francis Rossi - chant, guitare solo (depuis 1962)
- Richie Malone - chant, guitare rythmique (depuis 2016)
- Andy Bown - chant, claviers, harmonica, guitare (depuis 1976)
- John « Rhino » Edwards - chant, basse, guitare (depuis 1986)
- Leon Cave - batterie, chœurs (depuis 2013)

#### Membre additionnel
- Robert Young - harmonica (1969-1980, depuis 2002 sur scène et en studio)

### Anciens membres
- Roy Lynes - claviers (1965-1970)
- John Coghlan - batterie (1962-1981)
- Alan Lancaster - basse, chant (1962-1985), mort le 26 septembre 2021
- Pete Kircher - batterie (1982-1985)
- Jeff Rich - batterie (1986-2000)
- Matt Letley - batterie (2000-2012)
- Rick Parfitt - chant, guitare rythmique (1967-2016), mort le 24 décembre 2016

## Hommages
- Dans The Quo's in Town Tonite, une chanson extraite de son album Chansons pour les pieds (2001), Jean-Jacques Goldman rend un hommage appuyé à Francis Rossi et à Rick Parfitt (Rossi, ses mots ses solos et Parfitt et sa Caster).
- Lors du concert du Live 8 en 2005 à Londres, le chanteur du groupe Coldplay, Chris Martin, rend hommage au groupe qui n'était pas invité au concert en chantant le refrain de Rockin All Over The World en plein milieu de la chanson In My Place.
- Tous les ans, depuis 2005, un hommage au groupe est célébré, en France, par le biais des devenues célèbres « Quoparty », à Billy-Montigny. En 2009, celles-ci ont eu lieu le 26 septembre en présence de John « Rhino » Edwards, l'actuel bassiste de Status Quo.